# Bittersweet (sencillo)
Bittersweet es el primer sencillo en formato digital del dúo conformado por Wonwoo y Mingyu, integrantes del grupo surcoreano Seventeen. Fue lanzado el 28 de mayo de 2021 junto al video musical de la canción homónima, la cual cuenta con la participación de la cantante Lee Hi, quien prestó su voz para el estribillo.
El 20 de mayo de 2021, la agencia Pledis Entertainment publicó en las redes oficiales de Seventeen, un video donde se podía observar a dos personas abrazadas en un callejón, en medio de una noche lluviosa, acompañado de un breve adelanto de la canción con la voz de Wonwoo. De esta forma anunciaron el lanzamiento del sencillo digital que juntaba por primera vez a ambos integrantes, con la colaboración de la cantante Lee Hi , y marcaba el comienzo del nuevo proyecto de Seventeen titulado Power of Love¡.
«Bittersweet» es una canción de género balada pop. Fue escrita por Mingyu, Wonwoo, Bumzu y Cho Yoon Kyung, y compuesta por Bumzu, quien estuvo a cargo de los arreglos junto a Nmore.
Durante los siguientes días, se publicaron las primeras fotos promocionales del sencillo, presentando a Mingyu y Wonwoo como personajes en los que parecían ser afiches de película, y citando diferentes partes de la letra de la canción para dar indicios de la trama.
El 24 de mayo se publicaron las últimas fotos promocionales que mostraban a Mingyu y Wonwoo juntos, en un escenario diferente a los anteriores, pero con la misma estética cinematográfica.
Finalmente, el 27 de mayo, Pledis compartió el adelanto del video musical donde se reveló la participación de la actriz Lee So Hee.

## Video musical
El video musical de «Bittersweet» busca expresar los sentimientos contradictorios de la dulzura del amor y la amargura de la amistad que se observa entre tres personas que son amigos desde hace mucho tiempo, interpetados por Mingyu, Wonwoo y Lee So Hee.